# Apisa homoerotica
Apisa homoerotica är en fjärilsart som beskrevs av Embrik Strand 1917. Apisa homoerotica ingår i släktet Apisa och familjen björnspinnare. Inga underarter finns listade i Catalogue of Life.